# Merionoeda pubicollis
Merionoeda pubicollis là một loài bọ cánh cứng trong họ Cerambycidae.